# Physical Science Study Committee
O Physical Science Study Committee (em português Comitê de Estudo de Ciências Físicas) foi inaugurado no Instituto de Tecnologia de Massachusetts em 1956 com o objetivo de avaliar a educação introdutória a física e formular e monitorar aprimorações. O comitê produziu importantes livros didáticos, filmes instrutivos e materiais para laboratório em sala, que foram usados em ensinos médios ao redor do mundo durante os anos 1960 e 1970.
O PSSC é um projeto de ensino de física desenvolvido na década de 1950 pelo MIT e posteriormente trazido ao Brasil em 1962 por meio do IBCC-UNESCO com apoio do MEC.
O projeto PSSC foi elaborado nos EUA, e teve abrangência Nacional, sendo que contou com colaboração de mais de 600 professores e pesquisadores de diversas instituições (PSSC - Apêndice 3),em torno de 20 por cento dos professores de ensino médio segundo a AAPT( American Association of Physics Teachers).
Esse projeto foi realizado pela “National Science Foundation” , que financia pesquisa e educação na maioria dos campos da ciência e engenharia, através de bolsas e cooperações com colégios e universidades.
O PSSC surge num contexto histórico complicado. Em meio a guerra fria, os Estados Unidos da América, viram-se ultrapassados tecnologicamente pela União Soviética. O que se evidenciou após o lançamento do satélite “Sputnik I” .
Uma das ações tomadas foi investir pesadamente em educação e tecnologia com um programa nacional de desenvolvimento tecnológico. Dessa ação surge o recurso necessário para a realização do PSSC como um projeto de grande abrangência. Outros projetos na área das ciências naturais também foram financiados nesse contexto como o CBA ( Chemical Bond Approach) de Química, o BSCS (Biological Sciences Curriculum Study) de Biologia e o SMSG (Science Mathematics Study Group) de Matemática. Alêm da criação da NASA (Agência espacial americana).
O PSSC tem como proposta abordar os conteúdos físicos de uma maneira menos abstrata que os livros da época, tentando expor exemplos mais conceituais e menos matematizados, com isso buscando despertar o interesse dos jovens para a área da física. Além disso é um dos primeiros materiais pedagógicos que buscam dar o suporte total ao professor desde o conteúdo até a parte experimental.
No Brasil o PSSC chega através do IBECC ( Instituto Brasileiro de Educação, Ciência e Cultura) , que segundo Abrantes(2010), foi criado como Comissão Nacional da Organização das Nações Unidas para a Educação, a Ciência e a Cultura (UNESCO) no Brasil, logo após o fim da Segunda Guerra Mundial, com o objetivo de atuar em projetos naquelas áreas. Nesse contexto o PSSC foi importado e traduzido, bem como outros materiais já mencionados,produzidos nos EUA como produto dos mesmos investimentos .
O material traduzido para o português brasileiro se encontra disponível em :
http://fep.if.usp.br/~profis/projetos-ef.html 

## Membros originais
- Jerrold R. Zacharias, presidente
- Eric Rogers
- Francis L. Friedman[5]
- George Gamow
- Sanford C. Brown[6]
- Victor Weisskopf

## Livros
- PSSC. Physics. 1a edição 1960. D.C. Heath
- Judson B. Cross, John H. Dodge, James A. Walter, Uri Haber-Schaim. PSSC Physics. 3a edição 1971. D.C. Heath

## Filmes
- Richard Leacock, diretor e produtor, Eric M. Rogers, palestrante, "Coulomb's Law" (em português "Lei de Coulomb")[7]
- Abraham Morochnik, Donald Ivey e Patterson Hume, "Frames of Reference" (em português "Quadros de Referência")
- Elbert Little, "Random Events" (em português "Eventos Aleatórios")
- John N. Shive, "Simple Waves" (em português "Ondas Simples")